# Neomixis
Neomixis és un gènere d'ocells de la família dels cisticòlids. (Cisticolidae), que, com altres, antany era ubicat a la família dels timàlids (Timaliidae).

## Llistat d'espècies
El gènere està format per tres espècies de petis ocells forestals, endèmiques de Madagascar:
- Neomixis striatigula - jeri gorjaestriat.
- Neomixis tenella - jeri comú.
- Neomixis viridis - jeri verd.

El tetraka cuafalcat (Hartertula flavoviridis) era antany situada dins aquest gènere, del qual l'han diferenciat moderns anàlisis bioquímics.